# Димитрий (Сеченов)
Митрополит Дими́трий (в миру Дании́л Андре́евич Се́ченов; 6 декабря 1709, Московский уезд — 14 декабря 1767, Москва) — епископ Русской православной церкви, с 1762 года митрополит Новгородский и Великолуцкий, проповедник и миссионер. Один из немногих церковных иерархов великорусского происхождения в царствование Елизаветы Петровны

## Биография и церковная карьера
Родился 6 декабря 1709 года близ Москвы в дворянской семье. В 1730 году окончил Славяно-греко-латинскую академию. 17 марта 1731 года пострижен в мантию с именем Димитрий и 24 ноября того же года рукоположён во иеромонаха.
После окончания курса 24 ноября 1735 года был назначен учителем в академию, с 29 сентября 1738 принял на себя обязанности академического проповедника. Уже 4 декабря 1738 года Димитрий был назначен настоятелем Свияжского Успенского монастыря (Казанская епархия), а также управляющим делами новокрещёных Казанской епархии.
11 сентября 1740 года возведён в сан архимандрита и назначен управляющим делами новокрещёных Казанской, Нижегородской, Астраханской и Воронежской губерний.
27 декабря 1741 года по повелению императрицы Елизаветы Петровны был вызван в Москву.
10 сентября 1742 года был наречён во епископа Нижегородского и Алатырского. 14 сентября состоялась его епископская хиротония.
В 1743 году попыткой насильственного крещения эрзян спровоцировал Терюшевское восстание.
9 августа 1748 года по болезни уволен на покой в Раифский Богородицкий монастырь.
24 февраля 1752 года вызван в Санкт-Петербург для присутствия в Святейшем синоде.
21 июня 1752 года назначен епископом Рязанским и Муромским.
22 октября 1757 года возведён в сан архиепископа и назначен на Новгородскую и Великолуцкую кафедру.
Высочайшим указом 25 января 1759 года архиепископ Димитрий уволен был на год в свою епархию для исправления епархиальных нужд с оставлением его членом Святейшего синода, но 30 июля 1759 года вызван был обратно в Синод.
28 июня 1762 года, в день переворота, совершённого супругой императора Петра III великой княгиней Екатериной Алексеевной, встречал её в Санкт-Петербурге, в церкви Рождества Пресвятой Богородицы, и провозгласил императрицей Всероссийской Екатериной II.
22 сентября 1762 года совершил обряд коронации императрицы Екатерины II. 8 октября возведён в сан митрополита.
В ноябре 1762 года назначен членом духовной комиссии о церковных имениях и о составлении духовных штатов.
30 июня 1767 года назначен депутатом от Святейшего синода и всего русского духовенства в Уложенную комиссию.
Скончался 14 декабря 1767 года от апоплексического удара (инсульта). Погребён в новгородском Софийском соборе.

## Миссионерская, просветительская и государственная деятельность
На долю Димитрия выпал жребий служения великому и трудному делу обращения в Православие инородцев: татар, чуваш, черемис, мордвы и вотяков. Дело это он исполнял в продолжении 10 лет честно, с мужественным самоотвержением и с большим успехом. При назначении его епископом Нижегородским и Алатырским ему снова было поручено трудиться над просвещением инородцев. Продолжая миссионерскую деятельность в сане епископа, преосвященный Димитрий строил церкви, открывал школы, крестил более 5000 инородцев и добился для них различных льгот. Однажды при обозрении епархии еп. Димитрий подвергся нападению мордвы и едва живым спасся в церкви ближайшего села.

Указанный эпизод произошёл 18 мая 1743 года в селе Сарлей (ныне Дальнеконстантиновского района Нижегородской области) и вылился в Терюшевское восстание населения против насильственного крещения, для подавления которого правительству пришлось посылать регулярные войска.
Более однозначно оценивается его просветительская работа: в частности, он способствовал созданию семинарий и духовных училищ, заботился о расширении их учебных программ (например, ввел в Рязанской семинарии преподавание греческого языка и философии, в Новгородской — немецкого языка и географии). При его управлении в епархиях шло активное строительство церквей.
В качестве члена Святейшего синода Димитрий всецело поддержал секуляризацию церковных земель, начатую Екатериной II, а также выступил как судья по делу Арсения Мацеевича.

## Проповедническая и литературная деятельность

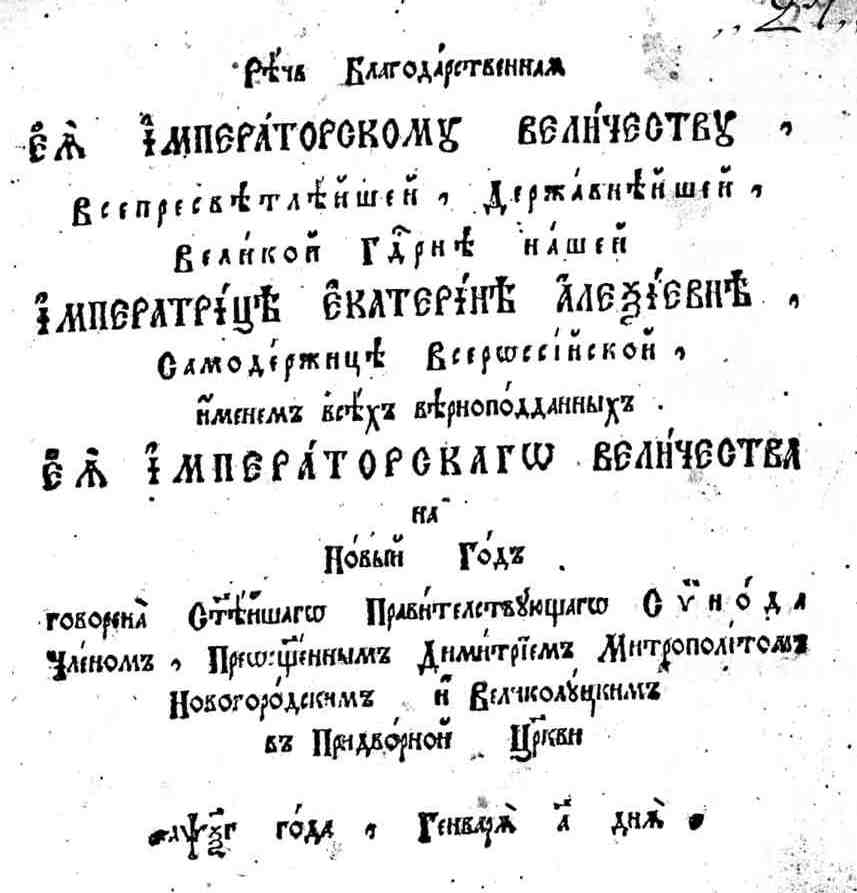
«Речь поздравительная» Екатерине II. М., 1763.

Димитрий рано проявил себя как талантливый и активный проповедник, однако сохранилось крайне мало его произведений. Филарет (Гумилевский) сообщал о 2 рукописных сборниках его «слов», которые собиралась издать Екатерина II. При жизни издано было всего 2 его проповеди 1742 г., а также поздравление с новым годом Екатерине II — «Речь благодарственная» 1763 г. В начале XIX в. в журнале «Отечественные записки» были опубликованы 3 его небольшие приветственные речи Петру III.
Наряду с Сильвестром Кулябкой Димитрий Сеченов считается одним из возможных адресатов «Гимна бороде» М. В. Ломоносова (1757), а также одним из возможных авторов ответного стихотворения «Передетая борода или имн пьяной голове», подписанного «Христофор Зубницкий» (см. комментарии к ПСС М. В. Ломоносова).
Высоко о проповеднической деятельности митрополита Димитрия отозвался Н. И. Новиков: «Разум его был твёрдый и проницательный, поучение веры Христовой чистое и никаким суеверием не затемненное. Проповедь не суесловная, но стязавшаяся о истинном словеси Божии и о прямых заповедях евангельских».
Пример приветственной речи Петру III:

Что речемъ, сынове россійстіи? Благодаряще благодаримъ Вышняго, владѣющаго царствомъ о благополучіи нашего; ему же восхоте дарова, вознесе избраннаго отъ людей своихъ. Но что тебе, дражайшій государь, въ сій день благополучія и прославленія Божескія принесемъ? Отроковица иногда, услышавши гласъ тезоименитаго твоего Петра, не отверзетъ отъ радости дверей. Мы, видѣвше и свѣтлое лицо твое и слышавши твой гласъ, не можемъ от радости отверсти устенъ, но отверзаемъ пламенемъ любве и въ вѣрности горящая сердца; твоя отъ твоихъ приносимъ; воспріими прародительскій престолъ твой, ещё въ 1742 году тебѣ въ наслѣдіе врученный и присягою утверждённый, во странахъ Европы и Азіи проповѣданный. Успѣвай и царствуй, пріими государство твое въ крѣпкое защищеніе. Защити матерь свою христову церковь, въ ней же духомъ святымъ рожденъ еси; заступи обидимыя, устраши злыхъ, возлюби добрыхъ, управляй своима очима и рукама великое сіе служеніе.
Речь преосвященного Димитрия архиепископа новгородского, к Его Императорскому Величеству, поздравительная о восшествии на всероссийский престол //Отечественные записки. 1839. № 6. Раздел «Смесь». С.2-3.

## Список изданных трудов
- «Слово на день Благовещения» 1742 г., издано в Московской синодальной типографии, второе издание — 1743 г.
- Слово в день явления чудотворной иконы Пресвятой Богородицы во граде Казани. СПб., 1742; второе издание — 1743 г., третье — 1746.
- «Речь благодарственная» М., 1763.
- «Три речи Димитрия Сеченова» // Отечественные записки. 1839. № 6.
- Поучения в дни праздников // Рязанские Епархиальные ведомости. 1911. № 21. С. 815; № 22. С. 857;
- Проект «об едином новокрещенских дел правлении» (26 августа 1748 г.) // Известия Общества археологии, истории и этнографии при императорском Казанском университете. 1912. Т. 28. Вып. 1-3. С. 266—270.